# Jeep Swenson
Robert Alexander Swenson Jr. (* 5. Januar 1957 in San Antonio, Texas; † 18. August 1997 in Los Angeles, Kalifornien), besser bekannt als Jeep Swenson, war ein US-amerikanischer Schauspieler, Wrestler und Stuntman. Dem breiten Publikum ist er vor allem als Bane-Darsteller im Film Batman & Robin bekannt.

## Karriere

### Wrestling
Swenson begann seine Wrestlingkarriere 1987 als Jeep the Mercenary in der in Texas beheimateten Promotion World Class Championship Wrestling. Er wurde von Manager Gary Hart begleitet und arbeitete dort hauptsächlich in einem Fehdenprogramm mit Bruiser Brody. Anfang der 1990er Jahre hatte er einige Auftritte bei der in Dallas ansässigen Global Wrestling Federation, bevor er 1996 unter dem Namen The Ultimate Solution als Mitglied des Dungeon of Doom in die WCW fand. Ursprünglich wollte man ihn The Final Solution nennen, aber aufgrund der Proteste jüdischer Organisationen, da der Name dem Begriff des nationalsozialistischen Völkermordes zu sehr ähnelte, wurde der Name von Final zu Ultimate geändert. Wegen seines extremen Körperbaus war er wrestlerisch stark limitiert und es blieb bei wenigen Auftritten.

### Boxen
Swenson versuchte sich zweimal erfolglos als Boxer. Sein erster Kampf 1983 endete nach nur 57 Sekunden mit einer Niederlage durch technischen K. o. gegen den ansonsten sieglosen und über 34 kg leichteren Frank Garcia. 1996 hielt er gegen den Finnen Tony Halme 2:28 min durch, bevor er durch K. o. verlor.

### Schauspielerei
Durch seine beeindruckende Statur erhielt Swenson 1980 seine erste Filmrolle im Jackie-Chan-Film Die große Keilerei. Es folgten einige weitere Nebenrollen in Filmen und Fernsehserien wie zum Beispiel Walker, Texas Ranger an der Seite von Chuck Norris. Seine bekannteste und größte Rolle durfte er als maskierter Bösewicht Bane im Film Batman & Robin spielen. Swenson starb kurz nach Veröffentlichung des Films.

## Privates
- Seinen Spitznamen Jeep bekam Swenson von seinem Vater Robert Alexander Swenson, Sr., einem Soldaten mit dem Spitznamen Tank, welcher der Meinung war, dass jeder Panzer (engl. Tank) einen Jeep braucht.
- Swenson war seit 1985 mit Erin verheiratet und hatte eine Tochter namens Kayleigh.[3]
- Bei seiner Beerdigung wurden die Grabreden von James Caan, dessen Bodyguard er in Bulletproof gespielt hatte, und Hulk Hogan gehalten.

## Filmografie (Auswahl)
- 1980: Die große Keilerei (The Big Brawl)
- 1989: Der Hammer (No Holds Barred)
- 1993–1995: Walker, Texas Ranger (Fernsehserie, 2 Folgen)
- 1996: Bulletproof'
- 1997: Batman & Robin
- 1997: Bad Pack – Sieben dreckige Halunken (The Bad Pack)